# Taban Deng Gai
Taban Deng Gai est un homme d'État sud-soudanais. 
Il est premier vice-président de la République de 2016 à 2020 et troisième vice-président depuis 2020.

## Biographie
Avant d'occuper le poste de premier vice-président, il était gouverneur de l'ancien État de l'Unité (1997-1999) et vice-ministre des Routes et des ponts de 1999-2000 au Soudan, conformément à l'accord de paix de Khartoum de 1997.
Il est gouverneur de l'État de l'Unité à partir 30 septembre 2005. Aux élections d'avril 2010, Taban Deng Gai remporte l'élection avec 137 662 voix, battant sa concurrente Angelina Teny qui ne recueille que 63 561 voix. Deng est remplacé au poste de gouverneur de l'État de l'Unité par Joseph Monytuil (en) en 2013.
Il est ministre des Mines dans le gouvernement d'union nationale. Le 25 juillet 2016, il est nommé par le président Salva Kiir comme premier vice-président en remplacement de Riek Machar, mais celui-ci conteste son éviction.
En janvier 2020, le département du Trésor américain sanctionne Deng « pour son implication dans de graves atteintes aux droits humains, notamment la disparition et la mort de civils ». Il est spécifiquement accusé d'avoir ordonné le kidnapping et l'assassinat de l'avocat Samuel Dong Luak et d'Aggrey Idry, un membre du Mouvement populaire de libération du Soudan en opposition duquel Deng fait aussi partie. Deng nie les allégations selon lesquelles il serait impliqué dans toute violation des droits humains au Soudan du Sud,.
Le 22 février 2020, il est nommé troisième vice-président de la République.
Alors qu'un conflit se déroule au Soudan à partir de 2023 entre les Forces de soutien rapide (FSR) et l'armée régulière, Deng critique ouvertement le gouvernement reconnu (soutenu par l'armée). Deng est décrit comme ayant des relations d'affaires avec les Émirats arabes unis qui soutiennent les FSR.